# Alfred Vreven
Alfred (Freddy) Marie Daniel Ghislain Joseph Vreven (Sint-Truiden, 24 maart 1937 - Jette, 15 juni 2000) was een Belgisch politicus voor de PVV.

## Levensloop
Hij was de zoon van de vroegere liberale minister Raoul Vreven. Vreven was notaris, na zijn promotie tot licentiaat in het notariaat aan de Vrije Universiteit Brussel.
Van 1970 tot 1971 en van 1974 tot 1991 zetelde Vreven voor het arrondissement Hasselt in de Kamer van volksvertegenwoordigers, als verkozene voor de PVV. Van 1980 tot 1981 was hij de voorzitter van de PVV-fractie in de Kamer. In de periode april 1974-oktober 1980 zetelde hij als gevolg van het toen bestaande dubbelmandaat ook in de Cultuurraad voor de Nederlandse Cultuurgemeenschap, die op 7 december 1971 werd geïnstalleerd. Vanaf 21 oktober 1980 tot november 1991 was hij lid van de Vlaamse Raad, de opvolger van de Cultuurraad en de voorloper van het huidige Vlaams Parlement.
Ook was hij vanaf 1976 gemeenteraadslid van Sint-Truiden.

## Ministerschap
Van 1981 tot 1985 was hij minister van landsverdediging in de regering-Martens V. Ten tijde van zijn ministerschap heeft hij namens het ministerie opdracht gegeven tot de koop van granaten ter waarde van 168 miljoen euro, bekend onder de naam Obussencontract. Na een langdurige rechtszaak werd fraude vastgesteld bij de gunning van dit contract en werden veroordelingen uitgesproken, maar niet tegen de minister.